# 新人 (古羅馬)
拉丁文名詞novus homo（依照字義來解釋，新人），在古羅馬時代指家族中的第一个在羅馬元老院服务的人，或者指（較不那麼廣泛）第一个被選為執政官的人。根據傳統，元老的身份資格與執政官職位，兩者都被限制于貴族。當平民取得權利到達這職位時，所有新選出的平民，於是自然地成為“新的人”（novi homines）。随着时间推移，新人變得越發稀罕，因為有些平民家族一直留在了元老院中，就像他們的貴族同僚一样。到了第一次布匿战争，連續两年有新人（蓋烏斯·富恩達尼烏斯·富恩都烏斯在前243年，與蓋烏斯·路泰提烏斯·卡圖路斯在前242年）被選出，就成了一件轟動的大事。
在晚期的共和，介於階級之間的區別，變得沒有那麼重要。執政官來自新的優秀份子，高貴的人。「高貴的人」乃是人為的菁英階級，元老院的平民發明去減少區別，在貴族與平民之間。顯貴乃是一群家族，貴族或平民，曾經產生出執政官的。